# Glossadelphus viridis
Glossadelphus viridis là một loài Rêu trong họ Hypnaceae. Loài này được (Renauld & Cardot) Crosby, B.H. Allen & Magill mô tả khoa học đầu tiên năm 1985.